# Geldmarkt

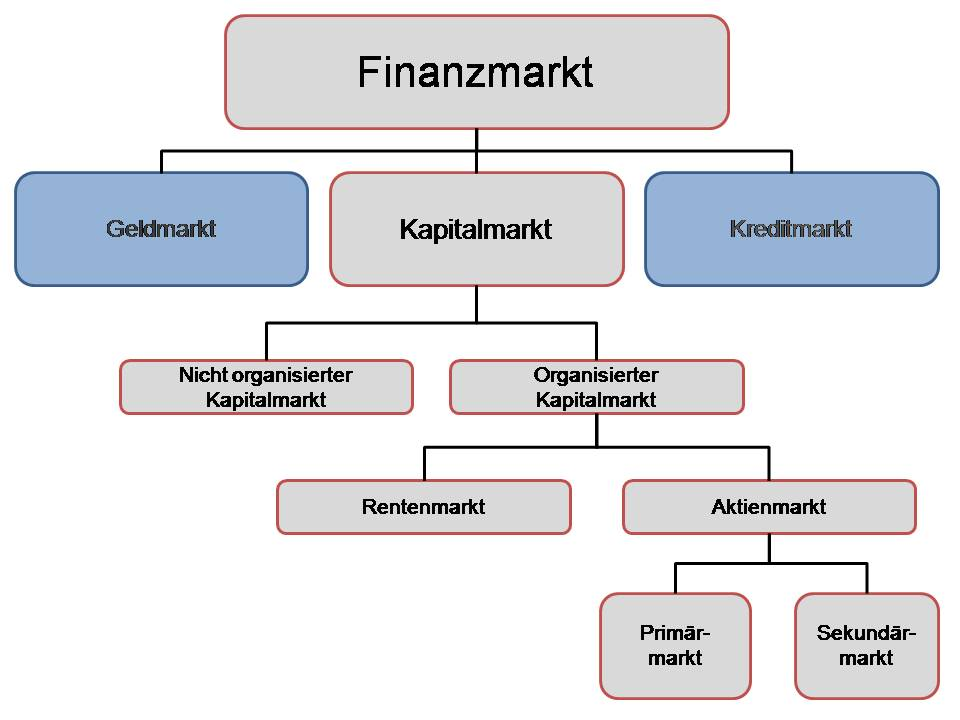
Abgrenzung zwischen Geld-, Kapital- und Kreditmarkt

Der Geldmarkt ist ein Teilmarkt des Finanzmarktes, der von kurzfristigem Geldangebot, kurzfristiger Geldnachfrage und dem hieraus gebildeten Geldmarktzins bestimmt wird und der insbesondere dem Liquiditätsausgleich zwischen Kreditinstituten dient.

## Allgemeines
Dem Geldangebot steht auf dem Geldmarkt die Geldnachfrage gegenüber. Handelsobjekte sind Zentralbankgeldguthaben, Tages- und Termingelder, Repo- und Leihegeschäfte, kurzfristige Wertpapiere (Geldmarktpapiere), Fazilitäten der Zentralbank (z. B. Hauptrefinanzierungsinstrument der EZB), Geldmarktderivate (Forward Rate Agreements, Overnight Index Swaps, Geldmarkt-Futures), Schatzanweisungen oder Wechsel. Als Marktteilnehmer fungieren die Zentralbanken (Geldangebot), Kreditinstitute (Geldangebot/Geldnachfrage) und andere Finanzintermediäre, Großunternehmen aus dem Nichtbankensektor oder der Staat mit seinen Untergliederungen (öffentliche Verwaltung, Staatsunternehmen, Kommunalunternehmen) (Geldnachfrage). Auch Transaktionen des Interbankenhandels und des internationalen Kreditverkehrs finden teilweise auf dem Geldmarkt statt. Anleger gehören als Geldnachfrager zu den Marktteilnehmern eines erweiterten Geldmarktbegriffs. Der Preis auf dem Geldmarkt heißt verallgemeinernd Geldmarktzins. Transaktionen werden außerbörslich, z. B. am Telefon, von so genannten Geldhändlern abgeschlossen. Die gehandelte Mindeststückelung beläuft sich in der Regel auf 1 Million Euro.
Der Kapitalmarkt unterscheidet sich vom Geldmarkt vor allem durch die Fristigkeit der Handelsobjekte. Diese Einteilung führte im Jahre 1909 der Ökonom Arthur Spiethoff ein. Sie betrifft auf dem Geldmarkt Laufzeiten oder Fälligkeiten von weniger als zwei Jahren, wobei die Abgrenzung unterschiedlich vorgenommen wird. Die mittlere Fristigkeit (2–4 Jahre) wird in der Fachliteratur entweder dem Geldmarkt oder dem Kapitalmarkt zugeordnet.

## Marktstrukturen
Sämtliche klassischen volkswirtschaftlichen Produktionsfaktoren werden auf Faktormärkten gehandelt, und zwar die Arbeit auf dem Arbeitsmarkt, der Boden auf dem Immobilienmarkt, das Kapital auf dem Kapitalmarkt und Geld auf dem Geldmarkt.
| Markt           | Angebot                                                        | Nachfrage        | Preis                                       |
| --------------- | -------------------------------------------------------------- | ---------------- | ------------------------------------------- |
| Arbeitsmarkt    | Arbeitsangebot                                                 | Arbeitsnachfrage | Arbeitsentgelt                              |
| Gütermarkt      | Güterangebot                                                   | Güternachfrage   | Marktpreis                                  |
| Geldmarkt       | Geldangebot                                                    | Geldnachfrage    | Geldmarktzins                               |
| Devisenmarkt    | Devisenangebot                                                 | Devisennachfrage | Devisenkurs                                 |
| Kapitalmarkt    | Kapitalangebot                                                 | Kapitalnachfrage | Kapitalmarktzins                            |
| Kreditmarkt     | Kreditangebot                                                  | Kreditnachfrage  | Kreditzins                                  |
| Immobilienmarkt | Angebot an Wohn- und Gewerbeimmobilien, Agrar- und Waldflächen | Nachfrage        | Kaufpreis/Immobiliarmiete/ Bodenrente/Pacht |

Während Arbeits- und Bodenangebot stark von Natureinflüssen abhängen (Witterung, Bodenbeschaffenheit), wird das Geldangebot ausschließlich von wirtschaftlichen Erwägungen beeinflusst.

### Geldangebot
Geld ist im Bankensystem bilanziell ein Passivum, denn es steht in Form von Bargeld bei der Zentralbank und als Sichteinlagen bei Geschäftsbanken auf der Passivseite der Bilanzen. Geldangebot ist also bilanziell die Bereitschaft des Bankensystems, Geld darstellende Passiva zu akzeptieren und damit zu erzeugen.
Angeboten, also „produziert“, wird Geld in modernen Volkswirtschaften von der Zentralbank und den Geschäftsbanken. Entsprechend unterscheidet man beim Geldangebot zwischen Zentralbankgeld und Geschäftsbankengeld. Das Zentralbankgeld besteht aus Bargeld und Reserven, das Geschäftsbankengeld entsteht im Rahmen der Giralgeldschöpfung. Die Zentralbank kontrolliert das Geldangebot direkt (Zentralbankgeld) oder indirekt (beim Geschäftsbankengeld) durch Zinssätze, Offenmarktgeschäfte und die Mindestreserven.

### Geldnachfrage
Geldnachfrage ist die Geldmenge, die auf dem Geldmarkt von den Wirtschaftssubjekten nachgefragt wird. Der (latente) Geldbedarf wird erst zur Geldnachfrage, wenn die Wirtschaftssubjekte als Marktteilnehmer auf dem Geldmarkt auftreten und dort Geld (Bargeld, Buchgeld) nachfragen.
Geldnachfrage entsteht aus der Notwendigkeit, die zeitlichen Abstände zwischen den Einnahmen und den Ausgaben zu überbrücken. Um Geldnachfrage handelt es sich daher, wenn Zahlungen etwa beim Kauf von Gütern und Dienstleistungen (für Konsum oder Investitionen), zur Geldanlage oder zur Tilgung von Schulden anstehen (Transaktionskasse). Besteht Ungewissheit über die Höhe des Transaktionsbedarfs, so entsteht Geldnachfrage zum Schutz vor Illiquidität (Vorsichtskasse). Auch Geld für Hortungszwecke wegen Preis- und Zinserwartungen (Spekulationskasse) lässt Geldnachfrage entstehen. Nimmt in der Volkswirtschaft das nominale Bruttoinlandsprodukt zuzüglich des Handels mit Gebrauchtgütern (Transaktionsvolumen) bei konstanter Umlaufgeschwindigkeit des Geldes zu, so steigt proportional die Geldnachfrage. Sie sinkt bei steigendem Zinsniveau.

## Zinssteuerung durch die Zentralbank

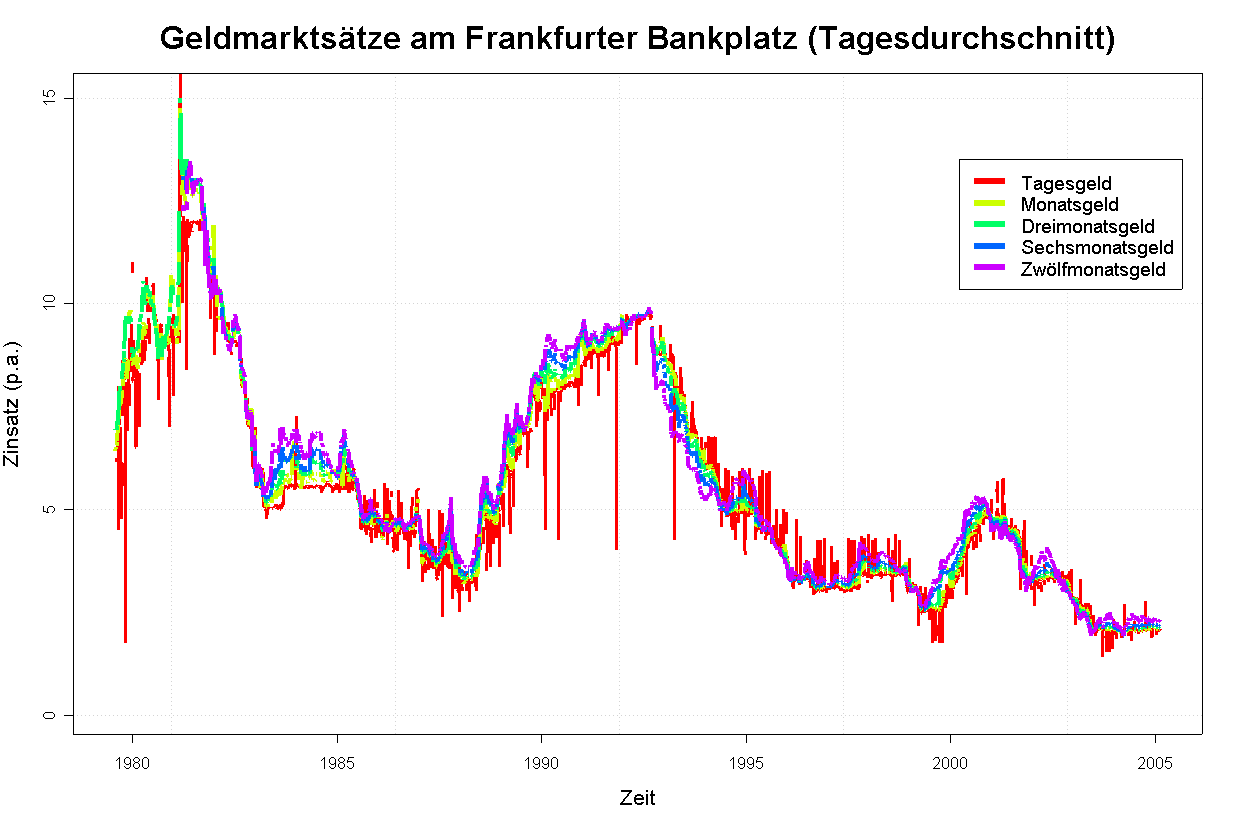
Kurzfristige Geldmarktzinssätze der Bundesbank seit 1980

Die Steuerung von Geldmarktzinsen gehört zu den wichtigsten geldpolitischen Aktivitäten von Zentralbanken. Die Europäische Zentralbank (EZB) steuert Geldmarktzinsen über Hauptrefinanzierungssatz, Spitzenrefinanzierungssatz und Einlagesatz, wodurch sich der Geldmarktzins in der Regel stets zwischen den beiden letztgenannten Zinssätzen bewegt, die beide zusammen den Zinskorridor bilden.
Die US-amerikanische Zentralbank (FED) steuert die Geldmarktzinsen neben der quantitativen Methode der Diskontpolitik über ein Zielband für die Federal Funds Rate. Die Schweizerische Nationalbank verfolgt eine ähnliche Strategie. Ihre quantitative Steuerung erfolgt über die o. g. Rückkaufvereinbarungen, eine direkte Steuerung des Zinses über ein Zielband für den Dreimonats-Libor.
Innerhalb des Zinskorridors richtet sich der Geldmarktzins nach dem Verhältnis von Zentralbankgeldangebot und Zentralbankgeldnachfrage, wobei sich der zu entrichtende Geldmarktzins nach der kürzest möglichen Kündigungsfrist richtet, an dem der Geldmarktkredit zurückgezahlt werden muss.

## Marktgleichgewicht
Die Makroökonomie untersucht unter anderem das Marktgleichgewicht. Die Erkenntnisse hierüber lassen sich auch auf den Geldmarkt übertragen, wo speziell vom Geldmarktgleichgewicht die Rede ist. Das Geldmarktgleichgewicht stellt sich auf dem Geldmarkt ein, wenn die Geldnachfrage {\displaystyle L} mit dem Geldangebot {\displaystyle M} übereinstimmt:
{\displaystyle L=M}.
Diese so genannte LM-Funktion führt weder zu Inflation noch zu Deflation auf dem Gütermarkt. Stimmen Geldnachfrage und Geldangebot nicht überein, liegt entweder eine Geldlücke
{\displaystyle L>M}
oder umgekehrt ein Geldüberhang vor. Geldlücke oder Geldüberhang erzeugen inflatorische oder deflatorische Wirkungen und werden deshalb im Rahmen der Geldpolitik von den Zentralbanken durch Steuerung des Geldangebots beseitigt.

## Funktionen von Geldmärkten
Geldmärkte funktionieren wie jeder andere Markt. Zu unterscheiden ist zwischen der Allokations-, Informations-, Bewertungs- und Koordinationsfunktion:
- Die Allokationsfunktion betrifft die Verteilung von Geldangebot und -nachfrage. Die Geldallokation gilt als effizient, wenn diejenigen Geldnachfrager die angebotenen Finanzierungsinstrumente erhalten, die mit dem Geldeinsatz den höchsten Nutzen erzielen können.[12] Effizienzmaßstab ist der Geldmarktzins.
- Die Informationsfunktion hat für die Funktionsfähigkeit der Geldmärkte entscheidende Bedeutung, weil die Marktteilnehmer ihre Entscheidungen auf der Grundlage verfügbarer Informationen treffen müssen. Geldanbieter müssen Zugang zu Informationen über ihr Kreditrisiko beispielsweise durch den Jahresabschluss der Geldnachfrager erhalten.[13]
- Die Bewertungs- und Preissetzungsfunktion der meist außerbörslich gehandelten Finanzkontrakte entfaltet sich vor allem durch Ratings der Ratingagenturen über die Geldanbieter[14] sowie über die Risikoklassen der Finanzkontrakte.
- Die Koordinationsfunktion sorgt dafür, dass die dezentral erstellten und meist nicht miteinander harmonierenden Wirtschaftspläne der Geldmarktteilnehmer so weit wie möglich in Einklang gebracht werden.[15]

Eine Risikotransformation findet auf Geldmärkten statt, wenn Finanzintermediäre zwischen die Marktteilnehmer mit unterschiedlicher Risikobereitschaft treten und das Ausfallrisiko verändern.

## Funktionsweise des Geldmarktes
Der Geldmarkt ist für den Liquiditätsausgleich zwischen Geschäftsbanken und deren Refinanzierung von zentraler Bedeutung. Wichtigstes Element ist dabei die Geschäftsbeziehung zwischen Geschäftsbanken und Zentralbank. Grundsätzlich besitzen Geschäftsbanken verschiedene Methoden, ihren Bedarf an kurzfristiger Liquidität zu decken. Neben der Aufnahme von Zentralbankgeld über Hauptrefinanzierungsgeschäfte (in der Eurozone über das so genannte Hauptrefinanzierungsinstrument, in der Schweiz über Rückkaufvereinbarungen mit der Schweizerischen Nationalbank) bieten verschiedene Zentralbanken weitere kurzfristige Refinanzierungsinstrumente an; in der Eurozone sind dies die Spitzenrefinanzierungsfazilität, in den Vereinigten Staaten Diskontgeschäfte mit den Federal Reserve Banks.
Neben diesen Transaktionen mit der jeweiligen Zentralbank können Geschäftsbanken ihren Bedarf an Zentralbankgeld auch über den Geldmarkt optimieren. Hat eine Geschäftsbank Bedarf an Zentralbankgeld, der die ihr von der Zentralbank gewährte Fazilität übersteigt, versucht sie diesen Bedarf auf dem Geldmarkt zu decken, indem sie überschüssiges Zentralbankgeld anderer Geschäftsbanken im Interbankenhandel leiht.

## Risiken der Marktteilnehmer
Alle Marktteilnehmer sind einem Ausfallrisiko ausgesetzt, das darin besteht, dass der Geschäftspartner (Kontrahent) seine Vertragspflicht nicht mehr erfüllen kann (Herstatt-Risiko). Dieses Settlement-Risiko wird über die Einräumung von gegenseitigen Kreditlinien überwacht. Die Marktteilnehmer sind also nur bis zu einem festgelegten Höchstbetrag bereit, einem anderen Geld zur Verfügung zu stellen. Dabei ist zu berücksichtigen, dass die Transaktionen im Interbankenhandel meist ohne Kreditsicherung (Blankokredit) durchgeführt werden. Außerdem resultiert aus Geldmarktaktivitäten ein Zinsänderungsrisiko, das aber auf Grund der kurzen Fristen vergleichsweise gering ist. Der Geldmarkt ist ein wichtiges Instrument zur Steuerung des Liquiditätsrisikos, wobei Geldmarktaktivitäten auch eigenständige Liquiditätsrisiken begründen können.